# Ottawa Citizen
 (avril 2024).
Si vous disposez d'ouvrages ou d'articles de référence ou si vous connaissez des sites web de qualité traitant du thème abordé ici, merci de compléter l'article en donnant les références utiles à sa vérifiabilité et en les liant à la section « Notes et références ».
Le Ottawa Citizen, est un quotidien anglophone fondé en 1845 à Ottawa. Il est détenu par Postmedia Network Inc. un important groupe de presse canadien fondé en 2010.
Post Media a comme principal actionnaire le fonds financier américain Chatham Asset Management, réputé proche du parti républicain américain.

## Histoire
Il fut fondé par William Harris sous le nom de The Bytown Packet, il fut rebaptisé Citizen en 1851. Sa devise originale, qui est réapparue récemment sur la page éditoriale, était Fair play and Day-Light (Franc jeu et lumière du jour).
Le quotidien est passé entre les mains de nombreux propriétaires. En 1846, Harris vendit son journal à John Bell et Henry J. Friel. Bell racheta la part de son partenaire en 1849. En 1877, Charles Herbert Mackintosn, l'éditeur sous Bell, devint l'éditeur. En 1879, le journal fut l'un parmi plusieurs à appartenir à la famille Southam. Il demeura ensuite sous le contrôle de Southam jusqu'à ce qu'il fut acheté par Hollinger Inc., compagnie de Conrad Black. En 2000, il a vendu la plupart de ses actifs canadiens à Canwest.
Les positions éditoriales du Citizen ont varié avec les propriétaires. Il épousa une position réformiste sous Harris mais fut plus conservateur sous Bell. Aux mains de la famille Southam, il se déplaça vers la gauche, appuyant les libéraux, notamment en s'opposant à l'ALENA vantée par le Parti progressiste-conservateur du Canada. Il devint un journal solidement conservateur sous Conrad Black.